# Cimetière de la Transfiguration
Le cimetière de la Transfiguration (en russe : Преображенское кладбище, Preobrajenskoïé kladbichtché) est un cimetière situé dans la partie orientale de Moscou.

## Historique
Le cimetière de la Transfiguration a longtemps été associé aux vieux-croyants. Il a en effet été inauguré en 1777 par un marchand théodosien (Fedosseïevtsy, branche rigoriste des vieux-croyants n'ordonnant pas de prêtres). À cette époque, le cimetière était situé à la périphérie de la ville, mais en dehors du territoire de Moscou. La plupart des membres de la branche aînée vieille-ritualiste sans prêtres de la célèbre famille d'entrepreneurs Morozov y est enterrée, dont Alexeï Morozov. 
Le cimetière est rapidement devenu le noyau spirituel et administratif de tous les vieux-croyants sans prêtres de Russie, tout comme le cimetière Rogojskoïe est devenu un centre administratif et culturel d'importance pour la plupart des vieux-croyants acceptant d'ordonner des prêtres (Popovtsy (en)).
C'est dans ce cimetière qu'a été allumée la première flamme éternelle de Moscou en commémoration des morts de la Deuxième Guerre mondiale .